# Caeneressa melaena
Caeneressa melaena là một loài bướm đêm thuộc phân họ Arctiinae, họ Erebidae.